# 军事学
军事学与甚多範疇有關，主要與战争有关。此外，軍事學本身包含了各種學問。军事是政治的一部分，战争是政治的一种延续，是一国或者集团用暴力手段达到自己目标和目的的方式，而目标和目的往往与利益有关。战争是军事的集中体现，但不是唯一的体现。第二次世界大战（1939年－1945年）后的美国和苏联冷战，就是一种威慑基础上的回避战争方式的斗争。在人类可以看到的未来，军事始终是政治生活中重要的方面，并在科学技术上对人类生活予重大影响：人类很多科技成就往往先产生于军事领域然后普及到非军事领域的。

## 古代军事学
孙子兵法

## 現代軍事學體系
現代軍事包括軍事理論和軍事科技兩大部分。
- 軍事理論:军队的建设目的是存在一支能击败任何敌人的综合力量。它明确军事思想集成·装备需求·作战训练的方向，从而根据时代要求展开各项工作来培养军队以满足作战需要。它武装官兵思想，增强作战信念和效能；它整合现有力量，增强针对性和攻击性；它明确军队建设方向，增强军队建设的迫切性和竞争性。
  - 軍事思想
  - 戰爭
  - 武裝力量
  - 軍隊
  - 軍事家
  - 戰略學
  - 軍事制度
  - 軍隊政治工作學
  - 軍事歷史學
  - 軍事地理學
- 軍事技術科學：主要研究現代各種武器、工程
  - 陸軍
  - 海軍
  - 空軍
  - 裝甲兵
  - 軍事技術與裝備
- 邊緣學科
  - 軍事語言學
  - 軍事史

## 军事名著
- 《武经七书》（包括《孙子兵法》、《吴子兵法》、《尉繚子》、《司马法》、《六韬》、《三略》、《唐李问对》）
- 《战争论》
- 《孫臏兵法》
- 《三十六計》
- 《战争艺术》
- 《海权论》、《制海權》、《封鎖》、《存在艦隊》、《大艦巨砲主義》
- 《制空权》、《密接支援》、《戰略轟炸》、《聯合作戰》
- 《紀效新書》
- 《火力支援》、《滲透戰術》、《人海戰術》、《閃電戰》

## 中華人民共和國教育部门的学科分类
根据中华人民共和国教育部的定义，其下属的一级学科有：军事思想及军事历史、战略学、战役学、战术学、军队指挥学、军制学、军队政治工作、军事后勤学、军事装备学、军事训练学。